# 1TYM
1TYM (hangeul : 원타임, prononcé One Time) est un groupe de hip-hop sud-coréen, originaire de Séoul. Durant son existence, il se composait de quatre membres: Oh Jinhwan, Park Hong-jun (ou Teddy Park), Song Baekyoung et Im Taebin (ou Danny).

## Biographie
Teddy et Danny ont grandi à Los Angeles, et sont plus tard découverts par un producteur ayant travaillé avec Yang Hyun-suk, alors qu'ils étaient encore adolescents. Après avoir auditionné pour Yang, les deux ont été signés sous son nouveau label, YG Entertainment, et ont déménagé en Corée du Sud. Teddy, Danny, et les rappeurs Jinhwan et Baekyoung ont débuté sous le nom de 1TYM en 1998 avec l'album One Time for Your Mind. Il est l'une des meilleures ventes de l'année et a remporté plusieurs prix prestigieux,.
En 2006, 1TYM se met en pause à cause du départ d'Oh Jin Hwan au service militaire. Bien que techniquement le groupe n'était pas officiellement séparé, il était inactif depuis 2005. Song Baekkyoung a pris part à un autre groupe, MoogaDang. Actuellement, Teddy est l'un des producteurs principaux de la YG Family. Danny, pour un temps, a commencé une carrière solo puis s'est tourné vers le métier d'acteur. En 2012, il lance sa propre émission, Danny from LA, qui a été diffusée pour la première fois en septembre 2012.

## Discographie

### Albums studio
| Titre                  | Détails sur l'album                                          | Ventes   |
| ---------------------- | ------------------------------------------------------------ | -------- |
| One Time for Your Mind | - Date de sortie: 28 novembre 1998 - Label: YG Entertainment | 232,418+ |
| 2nd Round              | - Date de sortie: 22 avril 2000 - Label: YG Entertainment    | 275 618+ |
| Third Time to Yo' Mind | - Date de sortie: 13 décembre 2001 - Label: YG Entertainment | 129 678+ |
| Once N 4 All           | - Date de sortie: 26 novembre 2003 - Label: YG Entertainment | 110 348+ |
| One Way                | - Date de sortie: 2 novembre 2005 - Label: YG Entertainment  | 34 119+  |

### Vidéoclips
| Année | Album                  | Titre                             |
| ----- | ---------------------- | --------------------------------- |
| 1998  | One Time for Your Mind | 1TYM (One Time for Your Mind)     |
| 1998  | One Time for Your Mind | Good Love                         |
| 2000  | 2nd Round              | One Love                          |
| 2000  | 2nd Round              | 너와나 우리 영원히 또 하나!       |
| 2001  | Third Time fo Yo' Mind | Nasty                             |
| 2001  | Third Time fo Yo' Mind | Make It Last                      |
| 2001  | Third Time fo Yo' Mind | 어머니                            |
| 2003  | Once N 4 All           | 뜨거                              |
| 2003  | Once N 4 All           | Without You (Feat. Park Han Byul) |
| 2003  | Once N 4 All           | 울고싶어라 (Cry)                  |
| 2005  | One Way                | Do You Know Me?                   |
| 2005  | One Way                | How Many Times?                   |
| 2005  | One Way                | Can't Let U Go                    |

## Récompenses

### KMTV Music Awards
| Année | Récompense               | Travail nommé | Résultat |
| ----- | ------------------------ | ------------- | -------- |
| 1998  | Meilleur artiste hip-hop | 1TYM          | Lauréat  |
| 2002  | Meilleur artiste hip-hop | 1TYM          | Lauréat  |

### Golden Disk Awards
| Année | Récompense        | Travail nommé | Résultat |
| ----- | ----------------- | ------------- | -------- |
| 1998  | Rookie de l'année | 1TYM          | Lauréat  |

### SBS Music Awards
| Année | Récompense               | Travail nommé | Résultat |
| ----- | ------------------------ | ------------- | -------- |
| 1998  | Rookie de l'année        | 1TYM          | Lauréat  |
| 2000  | Meilleur artiste hip-hop | 1TYM          | Lauréat  |
| 2002  | Meilleur artiste hip-hop | 1TYM          | Lauréat  |

### Émissions musicales
| Année | Date        | Chanson                       | Émission              |
| ----- | ----------- | ----------------------------- | --------------------- |
| 1999  | 24 janvier  | 1TYM (One Time For Your Mind) | The Music Trend (SBS) |
| 1999  | 7 février   | 1TYM (One Time For Your Mind) | The Music Trend (SBS) |
| 2000  | 22 juillet  | Quejina Ching Ching           | Music Camp (MBC)      |
| 2000  | 29 juillet  | Quejina Ching Ching           | Music Camp (MBC)      |
| 2000  | 4 août      | Quejina Ching Ching           | Music Camp (MBC)      |
| 2000  | 4 juin      | One Love                      | The Music Trend (SBS) |
| 2004  | 1er février | HOT                           | The Music Trend (SBS) |
| 2004  | 8 février   | HOT                           | The Music Trend (SBS) |
| 2004  | 22 février  | HOT                           | The Music Trend (SBS) |
| 2004  | 21 février  | HOT                           | Music Camp (MBC)      |
| 2004  | 28 février  | HOT                           | Music Camp (MBC)      |